# 리스 제임스
리스 루이스 제임스(영어: Reece Lewis James, 1999년 12월 8일 ~ )는 잉글랜드의 축구 선수로 포지션은 라이트백이다. 현재 첼시 FC와 잉글랜드 축구 국가대표팀에서 활동하고 있다.

## 클럽 경력
2016년부터 2018년까지 첼시 FC 유소년팀에서 7경기에 출전해 U-18 프리미어리그 2연패 달성, FA 유스컵 2연패 달성에 일조한 뒤 2018년 6월 첼시 FC 성인팀과 입단 계약을 체결하며 프로에 입문한 직후 2부 리그팀인 위건 애슬레틱으로 임대 이적하여 공식전 46경기 3골을 기록한 뒤 2019-20 시즌을 앞두고 첼시 1군팀에 전격 복귀했다.
첼시 복귀 이후 FA컵 2연속 준우승, 2020-21년 UEFA 챔피언스리그 우승, 2021년 UEFA 슈퍼컵 우승의 기쁨을 맛보았다.
2023년 8월 9일, 제임스는 클럽을 떠난 세사르 아스필리쿠에타의 뒤를 이어 첼시의 주장으로 선임되었다.

## 국가대표팀 경력
제임스는 2017년부터 현재까지 잉글랜드 연령대별 청소년 대표팀의 일원으로 25경기에 출전하며 2017년 UEFA U-19 축구 선수권 대회 우승, 2017년 툴롱 대회 우승 등의 성과를 남겼고 이후 2020년 10월 8일 웸블리 스타디움에서 열린 라이벌 웨일스와의 친선 경기에서 잉글랜드 성인대표팀 소속으로 후반 13분 키어런 트리피어와의 교체 투입을 통해 국제 A매치 데뷔전을 치렀다.
이후 코로나19 범유행으로 1년 연기된 UEFA 유로 2020 본선 엔트리에 전격 합류한 뒤 대회 3경기에 출전하며 자국에서 열린 1966년 FIFA 월드컵 우승 이후 55년만의 잉글랜드의 메이저 대회 결승 진출이자 사상 첫 유로 대회 준우승이라는 값진 성과를 얻어냈다.

## 수상 내역

### 클럽
첼시 FC (유소년팀)
- U-18 프리미어리그 : 우승 (2016-17, 2017-18)
- FA 유스컵 : 우승 (2016-17, 2017-18)

첼시 FC
- 잉글랜드 FA컵 : 준우승 (2019-20, 2020-21)
- UEFA 챔피언스리그 : 우승 (2020-21)
- UEFA 슈퍼컵 : 우승 (2021)
- FIFA 클럽 월드컵 : 우승 (2022)

### 국가대표팀
잉글랜드 U-19
- UEFA U-19 축구 선수권 대회 : 우승 (2017)

 잉글랜드 U-20
- 툴롱 대회 : 우승 (2017)

 잉글랜드
- UEFA 유럽 축구 선수권 대회 : 준우승 (2020)

### 개인
- 첼시 아카데미 올해의 선수상 : 2017-18
- 위건 애슬레틱 올해의 선수상 : 2018-19
- 위건 애슬레틱 동료 선정 올해의 선수상 : 2018-19
- 위건 애슬레틱 선정 최고의 골 : 2018-19
- FA컵 올해의 팀 : 2020-21
- PFA 커뮤니티 챔피언상 : 2020-21

## 기록

### 대회 기록
첼시 FC (2018~ )
- UEFA 챔피언스 리그: 2020-21
- FA컵 준우승 : 2019-20, 2020-21
- UEFA 슈퍼컵 우승 : 2021

### 개인 수상 기록
- FA컵 올해의 팀: 2020-21